# One More for the Rogue Tour
One More for the Rogue Tour – pierwsza trasa koncertowa Robbie’ego Williamsa; w jej trakcie odbyło się trzydzieści siedem koncertów.
1. 27 listopada 1998 – Madryt, Hiszpania – Universal Sur
2. 30 listopada 1998 – Monachium, Niemcy – Rolling Stone
3. 1 grudnia 1998 – Monachium, Niemcy – Babylon
4. 3 grudnia 1998 – Düsseldorf, Niemcy – Tor 3
5. 4 grudnia 1998 – Gandawa, Belgia – Vooruit
6. 7 grudnia 1998 – Kopenhaga, Dania – Pumpelhuset
7. 9 grudnia 1998 – Paryż, Francja – Élysée Montrmarte
8. 28 grudnia 1998 – Dublin, Irlandia – Point Theatre
9. 29 grudnia 1998 – Dublin, Irlandia – Point Theatre
10. 30 grudnia 1998 – Dublin, Irlandia – Point Theatre
11. 1 lutego 1999 – Belfast, Irlandia Północna – King’s Hall Exhibition and Conference Centre
12. 4 lutego 1999 – Cardiff, Walia – Cardiff International Arena
13. 5 lutego 1999 – Cardiff, Walia – Cardiff International Arena
14. 7 lutego 1999 – Exeter, Anglia – Westpoint Arena
15. 8 lutego 1999 – Brighton, Anglia – The Brighton Centre
16. 10 lutego 1999 – Aberdeen, Szkocja – Aberdeen Exhibition and Conference Centre
17. 11 lutego 1999 – Glasgow, Szkocja – Scottish Exhibition and Conference Centre
18. 14 lutego 1999 – Sheffield, Anglia – Sheffield Arena
19. 15 lutego 1999 – Sheffield, Anglia – Sheffield Arena
20. 18 lutego 1999 – Hull, Anglia – Hull Arena
21. 19 lutego 1999 – Newcastle upon Tyne, Anglia – Metro Radio Arena
22. 20 lutego 1999 – Newcastle upon Tyne, Anglia – Metro Radio Arena
23. 22 lutego 1999 – Birmingham, Anglia – National Exhibition Centre
24. 23 lutego 1999 – Birmingham, Anglia – National Exhibition Centre
25. 26 lutego 1999 – Londyn, Anglia – Wembley Arena
26. 27 lutego 1999 – Londyn, Anglia – Wembley Arena
27. 28 lutego 1999 – Londyn, Anglia – Wembley Arena
28. 2 marca 1999 – Manchester, Anglia – Manchester Evening News Arena
29. 3 marca 1999 – Manchester, Anglia – Manchester Evening News Arena
30. 3 września 1999 – Sztokholm, Szwecja – Cirkus
31. 5 września 1999 – Kopenhaga, Dania – K.B. Hallen
32. 6 września 1999 – Hanower, Niemcy – nieznane miejsce koncertu
33. 7 września 1999 – Kolonia, Niemcy – nieznane miejsce koncertu
34. 9 września 1999 – Offenbach, Niemcy – Stadthalle
35. 13 września 1999 – Paryż, Francja – Le Zénith
36. 15 września 1999 – Berlin, Niemcy – Columbiahalle
37. 17 września 1999 – Reykjavik, Islandia – Laugardshöll